# Neckargerach
Neckargerach es un pueblo en el distrito de Neckar-Odenwald, en Baden-Wuerttemberg, Alemania.